# Жемберовський потік
Жемберовський потік (словац. Žemberovský potok) — річка в Словаччині, права притока Сикениці, протікає в окрузі Левиці.
Довжина приблизно 6.1-6.4 км. Витік знаходиться в масиві Подунайські пагорби (геоморфологічна підодиниця Іпельські пагорби); на висоті близько 310-315 метрів..
Протікає територією села Жемберовце. Впадає у Сикеницю на висоті приблизно 205 метрів.